# Василишин Роман Йосифович

Василишин Роман Йосифович — доктор медичних наук, Українець.

## Біографічні відомості
Місце і дата народження: м Болехів Івано-Франківської області 14 травня 1961 року. Має науковий ступінь і вчене звання доктора медичних наук.
Роман Йосифович має низку державних нагород. У 1998 році отримує почесне звання «заслужений лікар України». У 2003 році почесну грамоту Кабінету Міністрів України, а в 2011 орден «За заслуги» ІІІ ступеня. 

## Робота
09.1978 – 12.1980 Слюсар 2 розряду в Болехівському лісокомбінаті; 
11.1980 – 07.1981 Слухач підготовчого відділення лікувального факультету Дніпропетровського медичного інституту; 
07.1981 – 06.1987 Студент Дніпропетровського медичного інституту;
08.1987 – 05.1989 Хірург поліклініки Дніпропетровського міськздороввідділу; 
05.1989 – 06.1994 Інспектор-лікар Управління охорони здоров’я Дніпропетровського Міськвиконкому (з 26.11.92 управління охорони здоров’я Дніпропетровського Міськвиконкому); 
07.1994 – 08.1995 Головний лікар Міської клінічної лікарні № 7 м. Дніпропетровськ; 
08.1995 – 05.1999 Начальник управління охорони здоров’я Дніпропетровського Міськвиконкому; 
05.1999 – 06.1999 Виконувач обов’язки начальника управління охорони здоров’я Дніпропетровської обласної державної адміністрації; 
06.1999 – 09.2003 Начальник управління охорони здоров’я Дніпропетровської обласної державної адміністрації; 
09.2003 – 12.2004 Головний лікар Дніпропетровської обласної дитячої клінічної лікарні; 
12.2004 – 10.2005 Начальник управління охорони здоров’я Дніпропетровської обласної державної адміністрації; 
10.2005 – 04.2007 Завідувач Сектору із забезпечення діяльності міністра Міністерства охорони здоров’я України; 
04.2007-02.2008 Головний санітарний лікар Голосіївської районної санепідемстанції м. Києва; 
02.2008 – 11.2010 Начальник головного Управління медичних закладів державної адміністрації залізничного транспорту України (Укрзалізниця); 
11.2010 – 11.2015 Головний лікар Олександрівської клінічної лікарні м. Києва; 
11.2015 – 14.07.2016 Заступник міністра охорони здоров'я України.

## Нагороди
Роман Йосифович має низку державних нагород. У 1998 році отримує почесне звання «заслужений лікар України». У 2003 році почесну грамоту Кабінету Міністрів України, а в 2011 орден «За заслуги» ІІІ ступеня. 